# Chiribiri

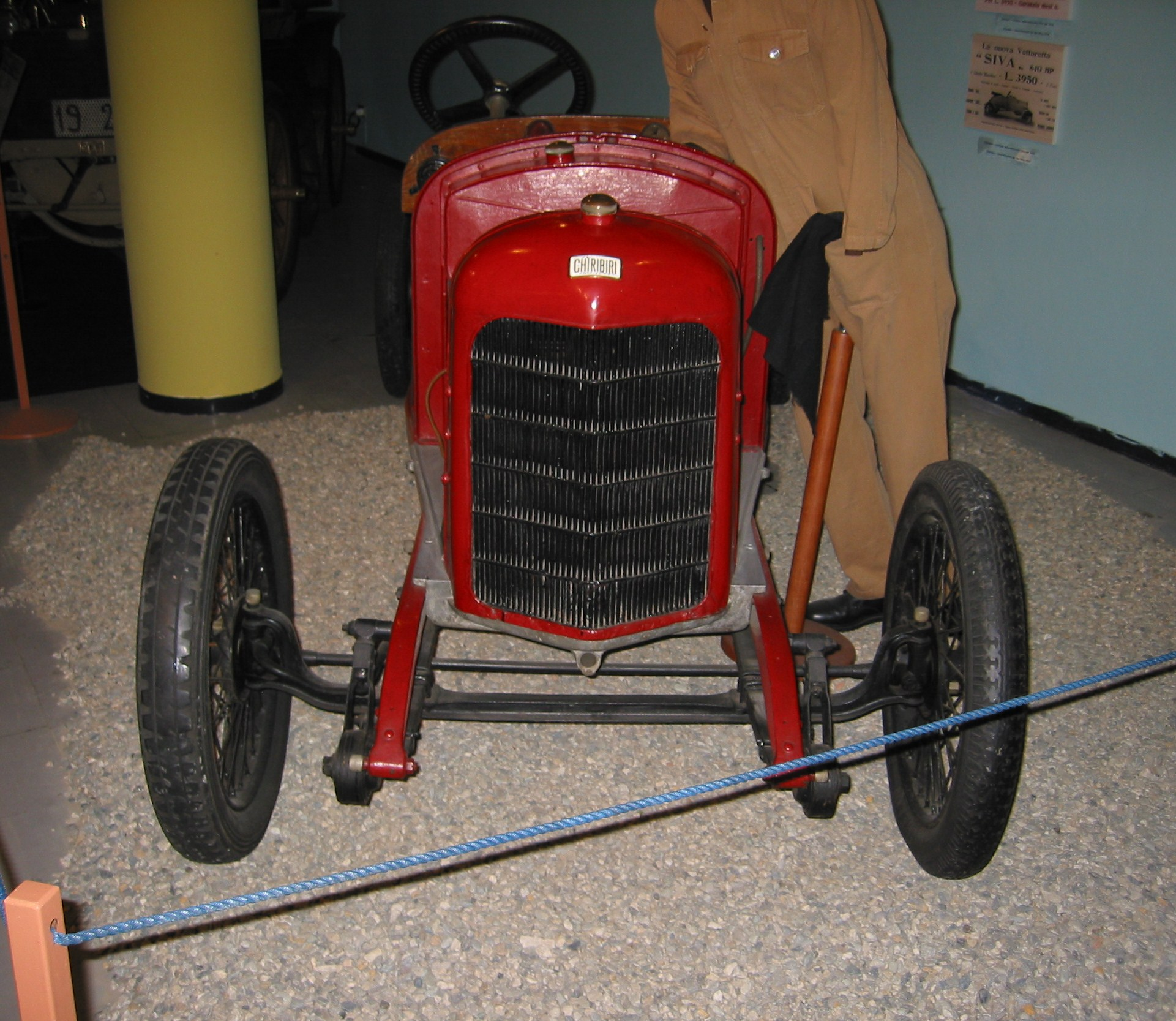
Chiribiri von 1924

Chiribiri war ein italienischer Hersteller von Automobilen.

## Unternehmensgeschichte
Das Unternehmen Chiribiri & Co begann 1913 in Turin mit der Produktion von Automobilen. 1915 endete die Produktion kriegsbedingt. Alfredo Gallanzi übernahm die Produktionsanlagen und fertigte damit in seinem Unternehmen Costruzioni Automobili Ing. A. Gallanzi Fahrzeuge der Marke Ardita. Nach dem Ersten Weltkrieg begann die Produktion erneut, die bis 1930 lief.

## Fahrzeuge
Das erste Modell war der 8/10 HP mit Vierzylindermotor, dem 1915 der 10/12 HP mit Vierzylindermotor und 1500 cm³ Hubraum folgte. 1921 erschien der 12/16 HP mit Vierzylindermotor und 1600 cm³ Hubraum. 1924 kam das Modell Monza heraus. Der Vierzylindermotor mit 1482 cm³ Hubraum leistete je nach Ausführung zwischen 50 und 92 PS. 1926 erschien als Nachfolger des 12/16 HP der Milano 8/12 HP mit Vierzylindermotor und 1500 cm³ Hubraum.
Ein Fahrzeug dieser Marke gehört zur Sammlung des Museo Nazionale dell’Automobile in Turin.